# Juan Pena (futbolista uruguayo)
Juan Pena (Montevideo, Uruguay, 13 de agosto de 1882 - 6 de abril de 1964) fue un futbolista uruguayo que jugaba de puntero derecho.

## Biografía
Nació el 13 de agosto de 1882 vinculándose estrechamente con el ambiente deportivo de la última década del siglo XIX por una razón natural: era el hijo del canchero del escenario que el Montevideo Cricket Club tenía en La Blanqueada (actual zona ocupada por el Hospital Militar), el primer campo deportivo que tuvo Montevideo. Fue un gran jugador de cricket y de football. En 1899 se incorporó al CURCC (Peñarol) consagrándose Campeón Uruguayo de 1900, 1901 y 1905 (titular absoluto del Campeón Invicto sin puntos ni goles en contra). Llegó a disputar un amistoso con el Teutonia frente al Estudiandes de Caseros en 1905. Gran puntero derecho de ataque de la primera época, Pena fue un cañonero de tremenda potencia que tuvo la virtud de convertirse en el primer innovador del fútbol criollo ofensivo enseñando que el gol se genera por los extremos del campo.
En 1907 pasó al fútbol argentino donde fue campeón con el Belgrano retornando fugazmente al CURCC al año siguiente. En 1908 intentó (junto a Jorge Clulow entre otros) formar su propio club, un disidente criollo del CURCC, el Oriental. En 1910 se integró en conjunto a otros 30 socios del Oriental al Club Nacional de Football transformándose en el capitán del equipo. En 1911 fue uno de los disidentes del club albo, emigrando al Bristol acompañando a los elitistas. Finalmente terminó regresando a huestes aurinegras, integrándose a Peñarol.
Para 1920, existen registros de que seguía participando de los partidos de cricket con el M.V.C.C. En un enfrentamiento contra Chimont Cricket Club, aportó 3 runs.
Designado socio honorario en 1942, el 23 de septiembre de 1950 recibió una medalla de oro por sus 50 años en los registros sociales. Su elegante figura era infaltable en todos los homenajes y festejos del club. Quienes lo conocieron no dejaban de señalar su caballerosidad, hombría de bien y amor al deporte.
Falleció el 6 de abril de 1964 a los 81 años de edad.

## Selección nacional
Ha sido internacional con la Selección de fútbol de Uruguay en varias ocasiones entre 1904 y 1907.

## Clubes
| Club            | País      | Año         |
| --------------- | --------- | ----------- |
| CURCC (Peñarol) | Uruguay   | 1899 - 1906 |
| Belgrano        | Argentina | 1907        |
| CURCC (Peñarol) | Uruguay   | 1908        |
| Oriental        | Uruguay   | 1908 - 1909 |
| Nacional        | Uruguay   | 1910        |
| Bristol         | Uruguay   | 1911 - 1913 |
| Peñarol         | Uruguay   | 1914 - 1916 |

## Palmarés

### Campeonatos nacionales
| Título               | Club            | País      | Año  |
| -------------------- | --------------- | --------- | ---- |
| Campeonato Uruguayo  | CURCC (Peñarol) | Uruguay   | 1900 |
| Campeonato Uruguayo  | CURCC (Peñarol) | Uruguay   | 1901 |
| Campeonato Uruguayo  | CURCC (Peñarol) | Uruguay   | 1905 |
| Campeonato Argentino | Belgrano        | Argentina | 1908 |

### Torneos internacionales
| Título              | Club    | País    | Año  |
| ------------------- | ------- | ------- | ---- |
| Cup Tie Competition | Peñarol | Uruguay | 1916 |

(*) Incluyendo la selección